# Brave New World (Steve Miller Band)
| Recensione                        | Giudizio        |
| --------------------------------- | --------------- |
| AllMusic                          | [ 1 ]           |
| The New Rolling Stone Album Guide | [ 2 ]           |
| Sputnikmusic                      | 3.9 (Excellent) |
| Piero Scaruffi                    | [ 4 ]           |
| Dizionario del Pop-Rock           | [ 5 ]           |
| 24.000 dischi                     | [ 6 ]           |

Brave New World è un album discografico della Steve Miller Band, pubblicato dalla casa discografica Capitol Records nel giugno del 1969.
Il gruppo, orfano dei dimissionari Boz Scaggs e Jim Peterman, cerca di compensare queste defezioni ingaggiando il tastierista Ben Sidran, mentre la seconda chitarra è affidata momentaneamente al produttore Glyn Johns (in alcune parti anche da Lonnie Turner), nell'album compaiono, in un brano ciascuno Nicky Hopkins e sotto lo pseudonimo di Paul Ramon, Paul McCartney.
L'album raggiunse la ventiduesima posizione (26 luglio 1969) della classifica statunitense Billboard 200.

## Tracce[9]
Lato A
1. Brave New World – 3:27 (Steve Miller)
2. Celebration Song – 2:33 (Ben Sidran, Steve Miller)
3. Can't You Hear Your Daddy's Heartbeat – 2:30 (Tim Davis)
4. Got Love 'Cause You Need It – 2:28 (Ben Sidran, Steve Miller)
5. Kow Kow – 4:28 (Steve Miller)

Lato B
1. Seasons – 3:50 (Ben Sidran, Steve Miller)
2. Space Cowboy – 4:55 (Ben Sidran, Steve Miller)
3. LT's Midnight Dream – 2:33 (Lonnie Turner)
4. My Dark Hour – 3:07 (Steve Miller)

## Formazione
- Steve Miller - chitarra, armonica, voce solista
- Ben Sidran - tastiere
- Lonnie Turner - basso (eccetto in: My Dark Hour), chitarra, accompagnamento vocale
- Tim Davis - batteria (eccetto in: My Dark Hour)
- Tim Davis - voce solista (brani: Can't You Hear Your Daddy's Heartbeat e LT's Midnight Dream)

Musicisti aggiunti
- Glyn Johns - chitarra, percussioni, accompagnamento vocale
- Nicky Hopkins - tastiere (brano: Kow Kow)
- Paul Ramon - basso, batteria, accompagnamento vocale (brano: My Dark Hour)

Note aggiuntive
- Steve Miller e Glyn Johns - produttori
- Registrazione brani effettuate al Sound Recorders di Hollywood, California (eccetto il brano: My Dark Hour)
- Brano: My Dark Hour, registrato al Olympic Studios di Londra (Inghilterra) nel maggio 1969
- Glyn Johns - ingegnere delle registrazioni
- Lockart (Robert Lockart) - design album
- Ivan Nagy - fotografia[10] [11]